# Alejandro González Roig
Alejandro González Roig (Montevideo, 5 de gener, 1907) és un jugador de bàsquet uruguaià, que va competir en els Jocs Olímpics d'Estiu de 1936.
Roig formava part de la selecció uruguaiana de bàsquet, que va acabar en sisena posició del torneig olímpic. Va jugar els sis partits.